# 島津清子
島津 清子（しまづ きよこ、1871年4月27日〈明治4年3月8日〉- 1919年〈大正8年〉2月15日）は、侯爵黒田長成夫人。父は島津忠義、母は側室・山崎寿満子。結婚後の名は、黒田 清子（くろだ きよこ）。墓所は青山霊園（1イ4-13～17）。

## 家族
- 父：島津忠義
- 母：山崎寿満子
  - 姉弟：清子 - 充子（松平直亮伯爵夫人） - 常子（山階宮菊麿王妃） - 知子（徳川達孝伯爵夫人） - 貞子（久松定謨伯爵夫人） - 俔子 （久邇宮邦彦王妃） - 正子（徳川家正公爵夫人）  - 島津忠重（第30代島津家当主）
- 夫：侯爵黒田長成
- 長男：黒田長礼（鳥類学者であり「日本鳥学の父」と呼ばれた）
- 長女：幸子（海軍中将長嶺公固夫人）
- 次女：良子（1909年3月16日生、子爵高倉永輝（衣紋道高倉流24代宗家）夫人[3]）
- 孫：黒田長久（長礼の長男で日本鳥学者、山階鳥類研究所所長）